# Turismo en Grecia
El Turismo en Grecia ha sido un elemento clave de la actividad económica en el país, y es uno de los sectores más importantes del país. Grecia ha sido un destino turístico importante y atractivo en Europa desde la antigüedad, por su rica cultura y la historia , lo que se refleja en gran parte por sus 18 monumentos declarados patrimonio de la humanidad, situados entre los más importantes en Europa y en el mundo, así como para sus largas costas, y sus numerosas islas y playas.

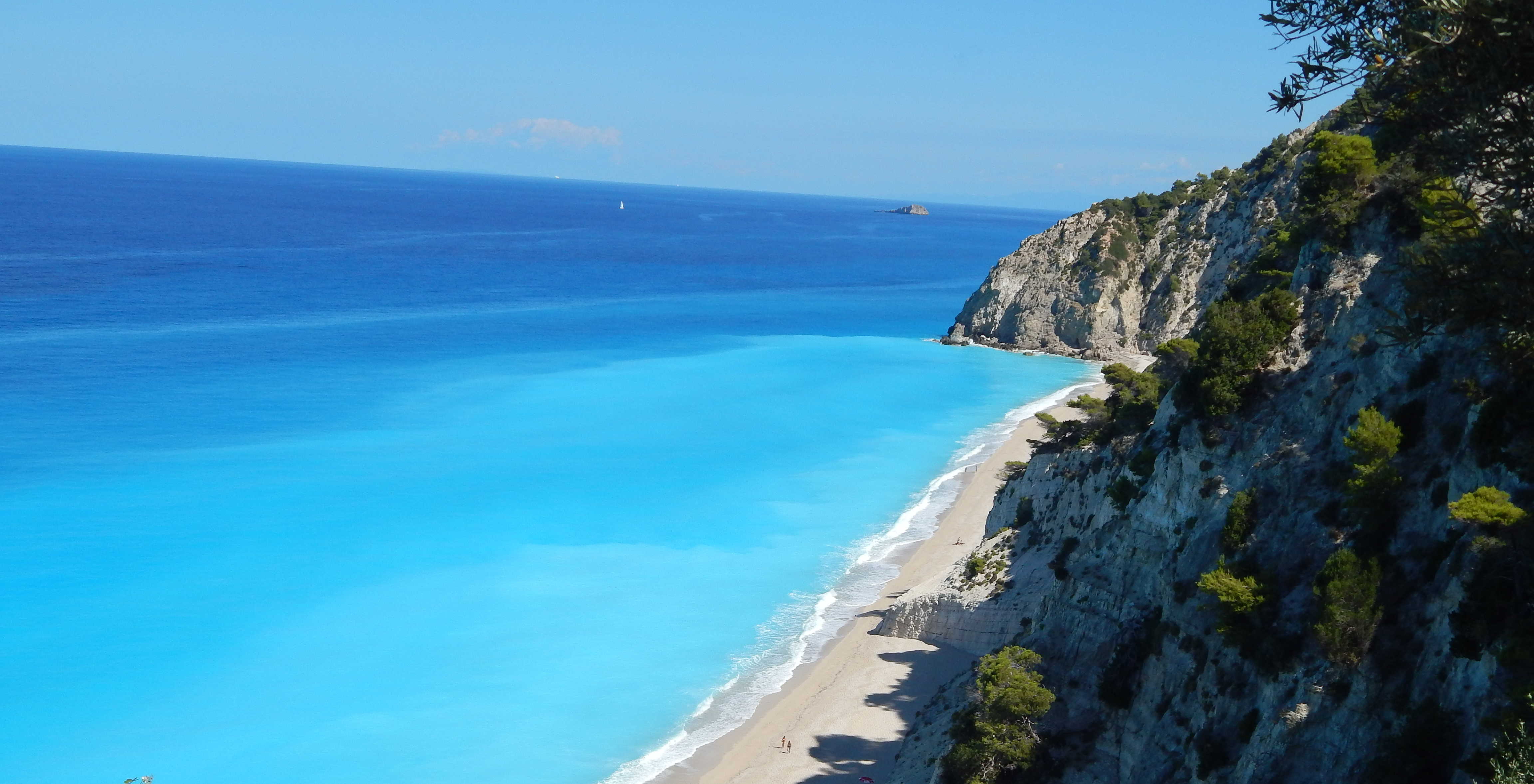
La playa de Egremnoi en la isla griega de Lefkada, es un destino turístico popular.

Grecia ha recibido un total de 26,5 millones de turistas en 2015 y se espera atraer a 30 millones de visitantes en 2016, esto convierte a Grecia en uno de los países más visitados en Europa y el mundo y aportando el 18% del PIB a la nación, su capital Atenas, y Santorini, Mykonos, Rodas, Corfú, Creta y Calcídica son de los principales destinos turísticos del país.
En los últimos años, Grecia ha promovido el turismo religioso y las peregrinaciones a territorios históricos religiosos, tales como los monasterios de Meteora y el Monte Athos, en cooperación con otros países.

## Historia
El turismo en Grecia tiene sus raíces a la antigüedad, durante el intercambio cultural tuvo lugar entre las colonias griegas de Magna Grecia y la joven república romana, antes de que Mediterráneo occidental fuera conquistado por Roma. Cuando Grecia fue anexada por el Imperio Romano siglos después, el intercambio cultural que se inició entre los dos civilizaciones tuvo como resultado las visitas de un gran número de romanos a los famosos centros de la filosofía griega y la ciencia, tales como Atenas, Corinto y Tebas, en parte porque Grecia se convirtió en una provincia del Imperio romano y a los griegos se les concedió la ciudadanía romana .
El turismo en la Grecia actual comenzó a florecer en los años 1960 y 1970, en lo que se conoció como el turismo de masas. Durante ese tiempo, se llevaron a cabo proyectos a gran escala para la construcción de hoteles y otras instalaciones, lo que ha provocando el incremento de turistas internacionales en los últimos años. Los eventos internacionales como los Juegos Olímpicos de 2004 y el Festival de Eurovisión 2006, ambos celebrados en Atenas, ayudaron en gran medida a impulsar el turismo en el país, mientras que las grandes infraestructuras culturales a nivel nacional como el Nuevo Museo de Nueva Acrópolis contribuyeron al flujo de turistas en el país, cabe también mencionar que Tesalónica fue Capital Europea de la Juventud en 2014.

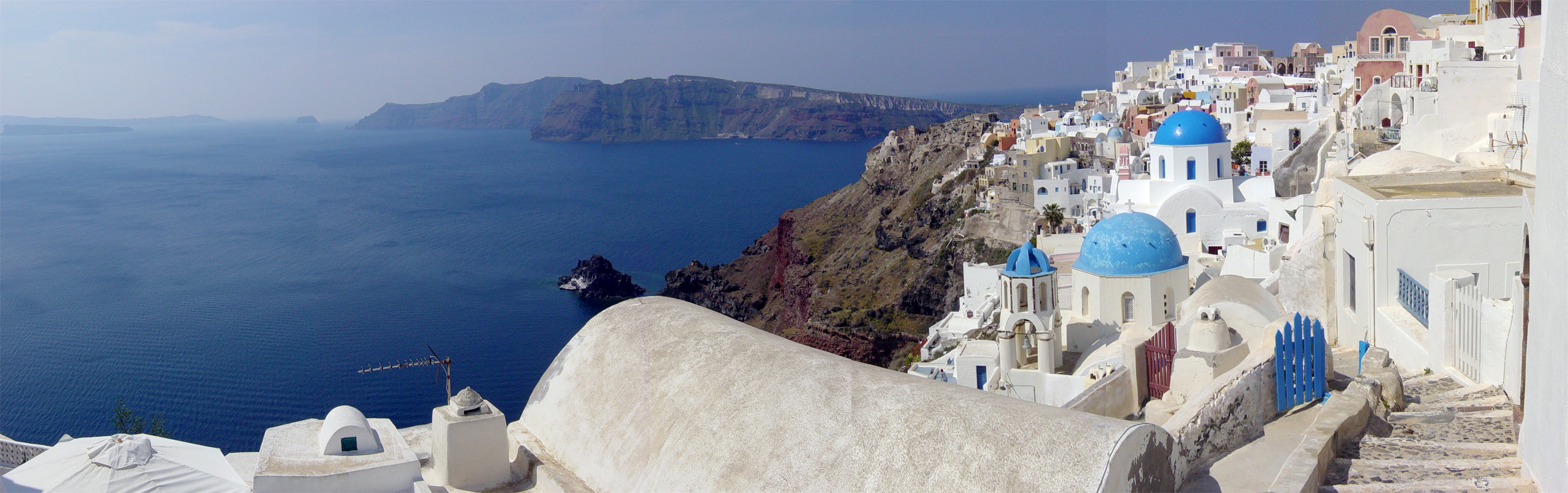
Vista panorámica de la Caldera Santorini, desde Oia

## Visitantes

Carretera foresta en el Monte Pelión

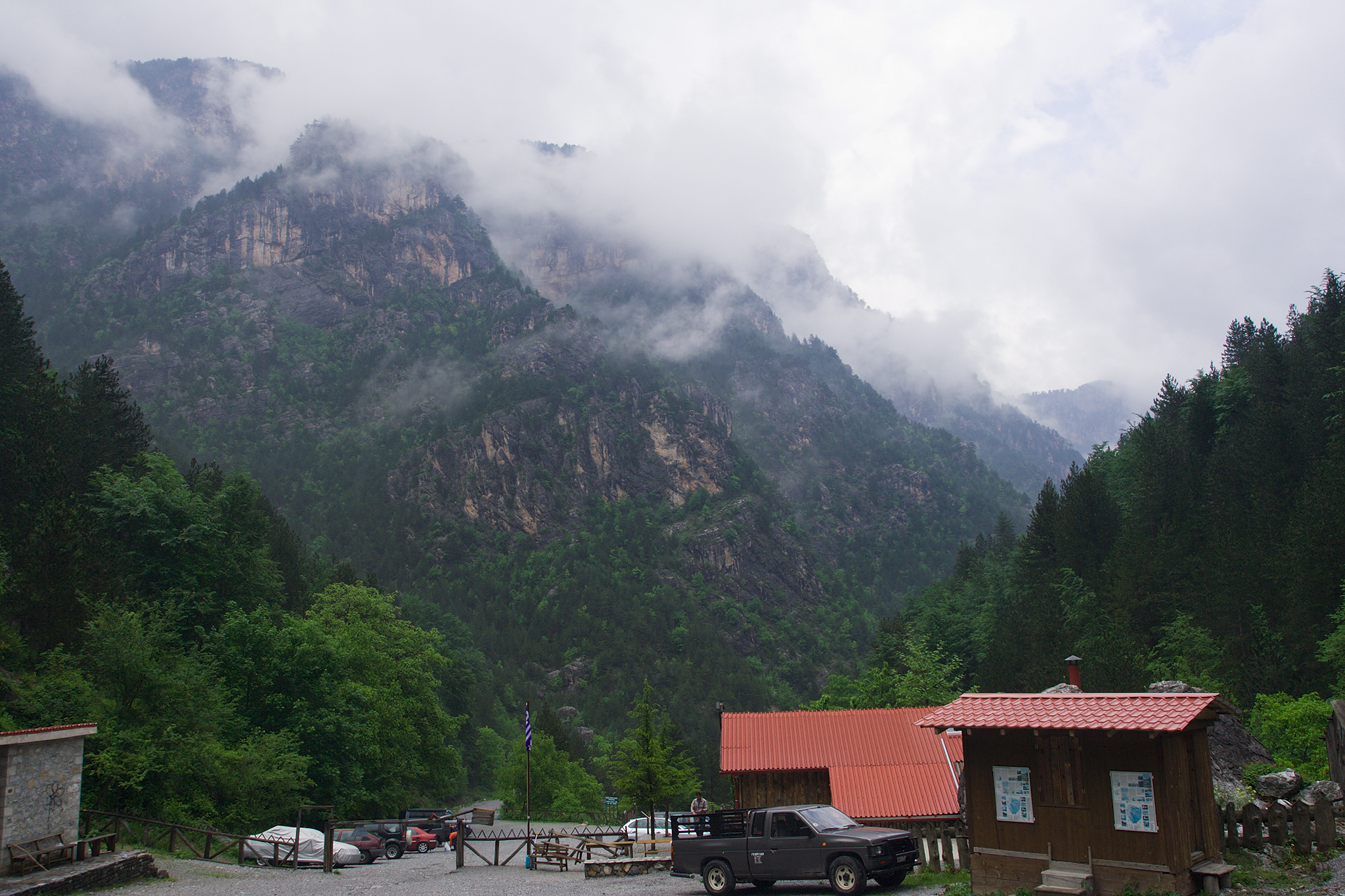
Refugio de montaña en el Monte Olimpo

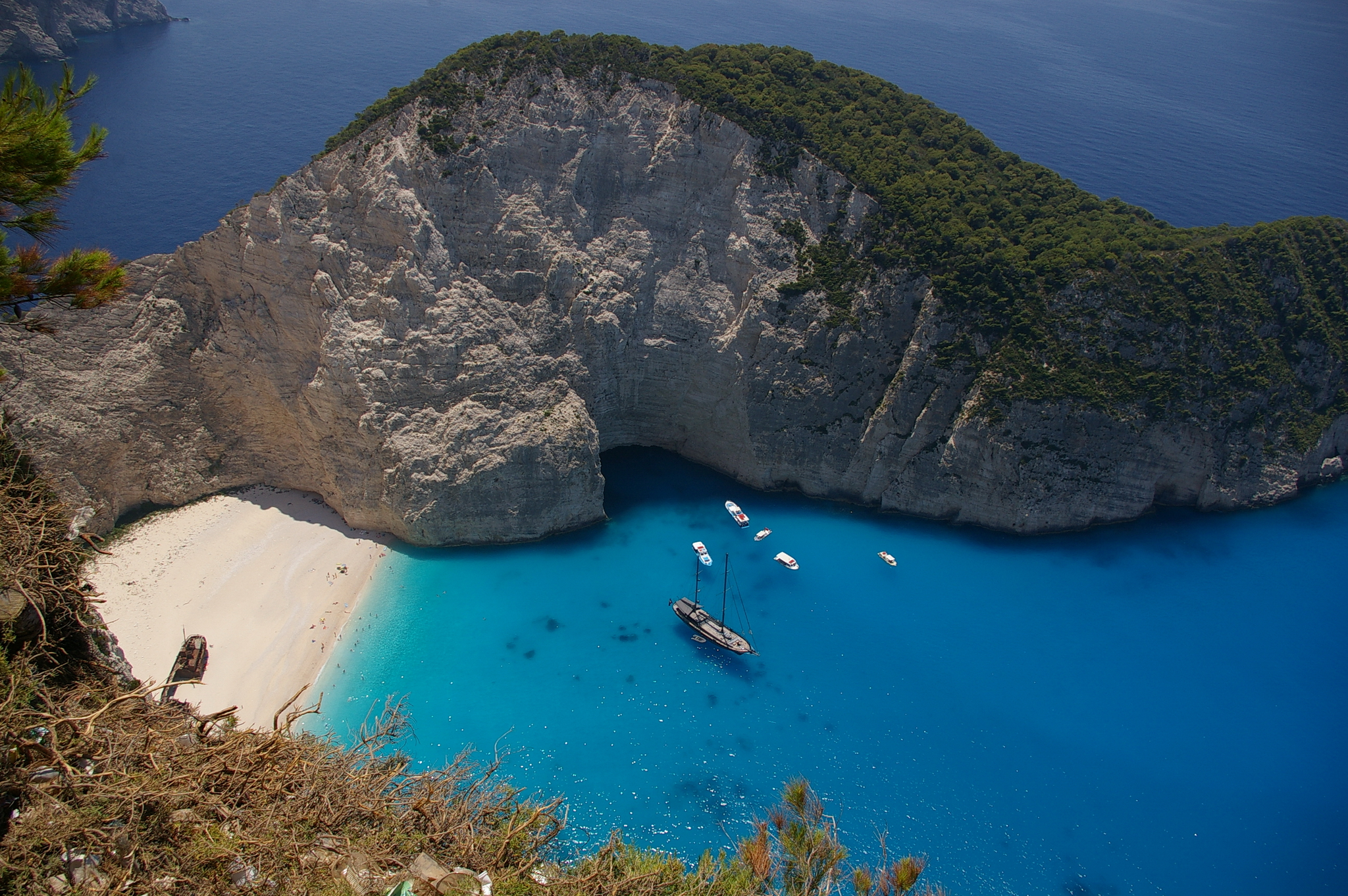
Playa de Navagio, Zakynthos

En 2009, el país recibió a más de 19,3 millones de turistas, esto supone un incremento respecto a los 17,7 millones de turistas que visitaron al país en 2008. La gran mayoría de los turistas que visitan el país provienen de la Unión Europea (12,7 millones), seguidos por los de América (0,56 millones), Asia (0,52 millones), Oceanía (0,1 millones) y África (0,06 millones). En el año 2007, los turistas de nacionalidad británica fueron los más numerosos, un total de 2,61 millones de en total,  lo que representó el 15% de los turistas del país en ese año, le siguen, los 2,3 millones de turistas alemanes , 1,8 millones de albaneses y 1,1 millones de búlgaros que visitaron el país ese año. En 2007, el 92,8% del total de turistas que visitaron Grecia eran de países de Europa.
La región más visitada de Grecia es la de Macedonia Central , situada en el norte del país, en la que se encuentran algunas de las atracciones más populares en el país, tales como Halkidiki , el Monte Olimpo, Pella , el lugar de nacimiento de Alejandro Magno, y la segunda ciudad más grande de Grecia, Tesalónica. En 2009, la Macedonia Central dio la bienvenida a más de 3,6 millones de turistas, lo que respresentó el 18% del número total de turistas que visitaron Grecia ese año, seguido de Ática (2,6 millones) y el Peloponeso (1,8 millones). el norte de Grecia es la zona más visitada del país, con 6,5 millones de turistas, mientras que Grecia central ocupa el segundo lugar con 6,3 millones. 
Según una encuesta realizada en China en 2005, Grecia fue elegida como destino turístico número uno para el pueblo chino. En noviembre de 2006, Austria, al igual que China, anunció que Grecia fue el destino turístico favorito de sus ciudadanos. De acuerdo con estas observaciones, el exministro de Turismo de Grecia Aris Spiliotopoulos anunció la apertura de una oficina de la Organización Nacional de Turismo Griego en Shanghái a finales de 2010 y actualmente la GNTO opera dos oficinas de turismo en China, una en Shanghái y otra en Pekín. Se estima que en todo el 2013 Grecia recibió más de 17,93 millones de turistas, un incremento del 10% en comparación con el 2012. Más de 22 millones de turistas visitaron Grecia en 2014, este número aumentó a 26 millones de visitantes en 2015 y se proyecta atraer a 28 millones de visitantes en 2016, por lo que es uno de los países más visitados de Europa y del mundo. Las temporadas de turismo más altas en Grecia suelen entre mayo y septiembre, donde ocurren el 75% de todas las visitas turísticas.

### Visitantes por país
La mayoría de los visitantes que llegaron Grecia en 2015 provenían de los siguientes países:
| Posición | País                | Número    |
| -------- | ------------------- | --------- |
| 1        | Macedonia del Norte | 3,023,059 |
| 2        | Alemania            | 2,810,350 |
| 3        | Reino Unido         | 2,397,169 |
| 4        | Bulgaria            | 1,900,642 |
| 5        | Francia             | 1,522,100 |
| 6        | Italia              | 1,355,327 |
| 7        | Turquía             | 1,153,046 |
| 8        | Polonia             | 754,402   |
| 9        | Estados Unidos      | 750,250   |
| 10       | Serbia              | 727,831   |

## Impacto Económico
Con la llegada del nuevo milenio, el consumo turístico aumentó considerablemente, de US$ 30,7 millones en 2000 a US$ 70,6 millones en 2004, al igual que el número de puestos de trabajos directos o indirectamente relacionados con el sector turístico, que eran 659.719 y representaban 16,5% del empleo total del país para ese año.

## Infraestructura
Como país desarrollado altamente dependiente del turismo, Grecia ofrece una amplia variedad de instalaciones turísticas. La infraestructura turística de Grecia ha mejorado enormemente desde los Juegos Olímpicos de 2004 y continua expandiéndose con un importante número de proyectos, particularmente en las zonas de menos turísticas.

### Hoteles y salas de conferencias

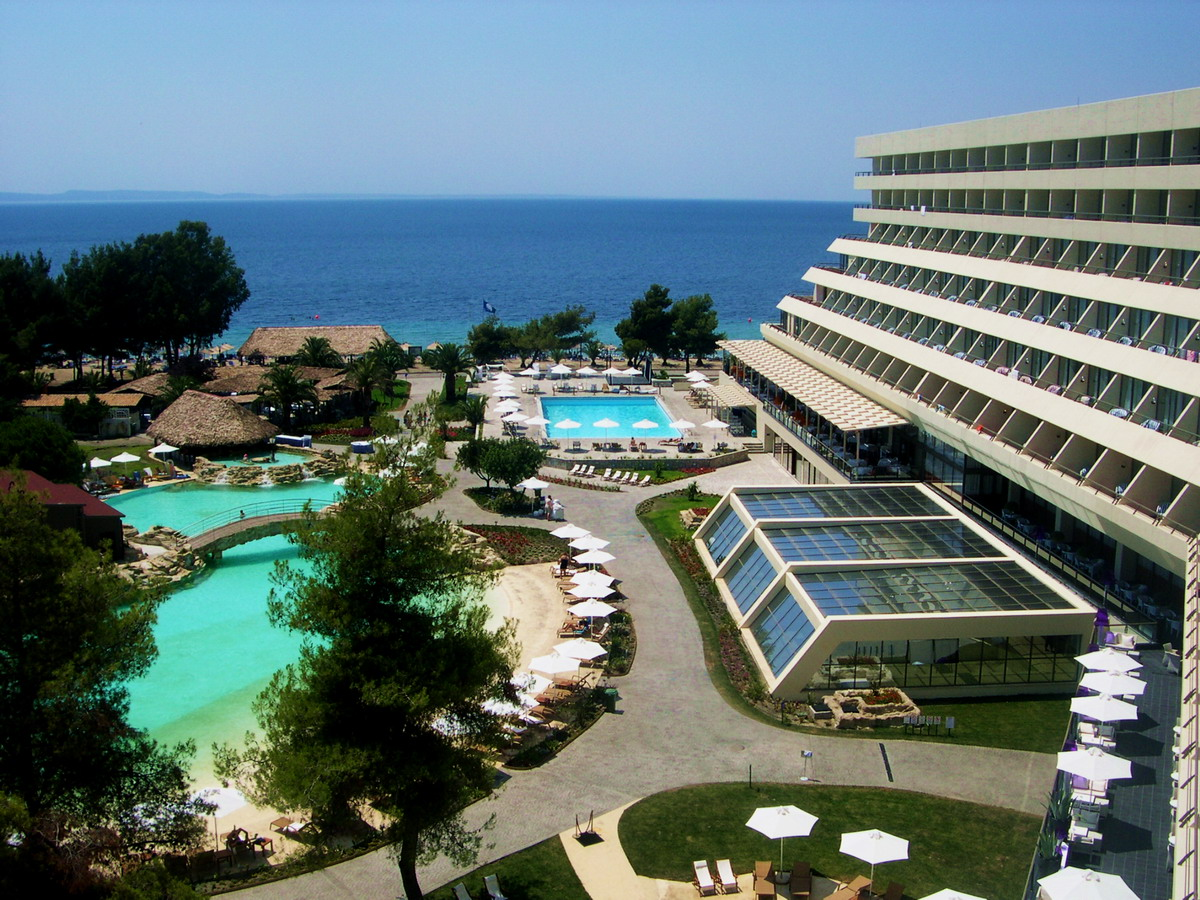
El Hotel de 5 estrellas Porto Carras en Halkidiki fue la sede de la cumbre de líderes de la Unión Europea en 2003

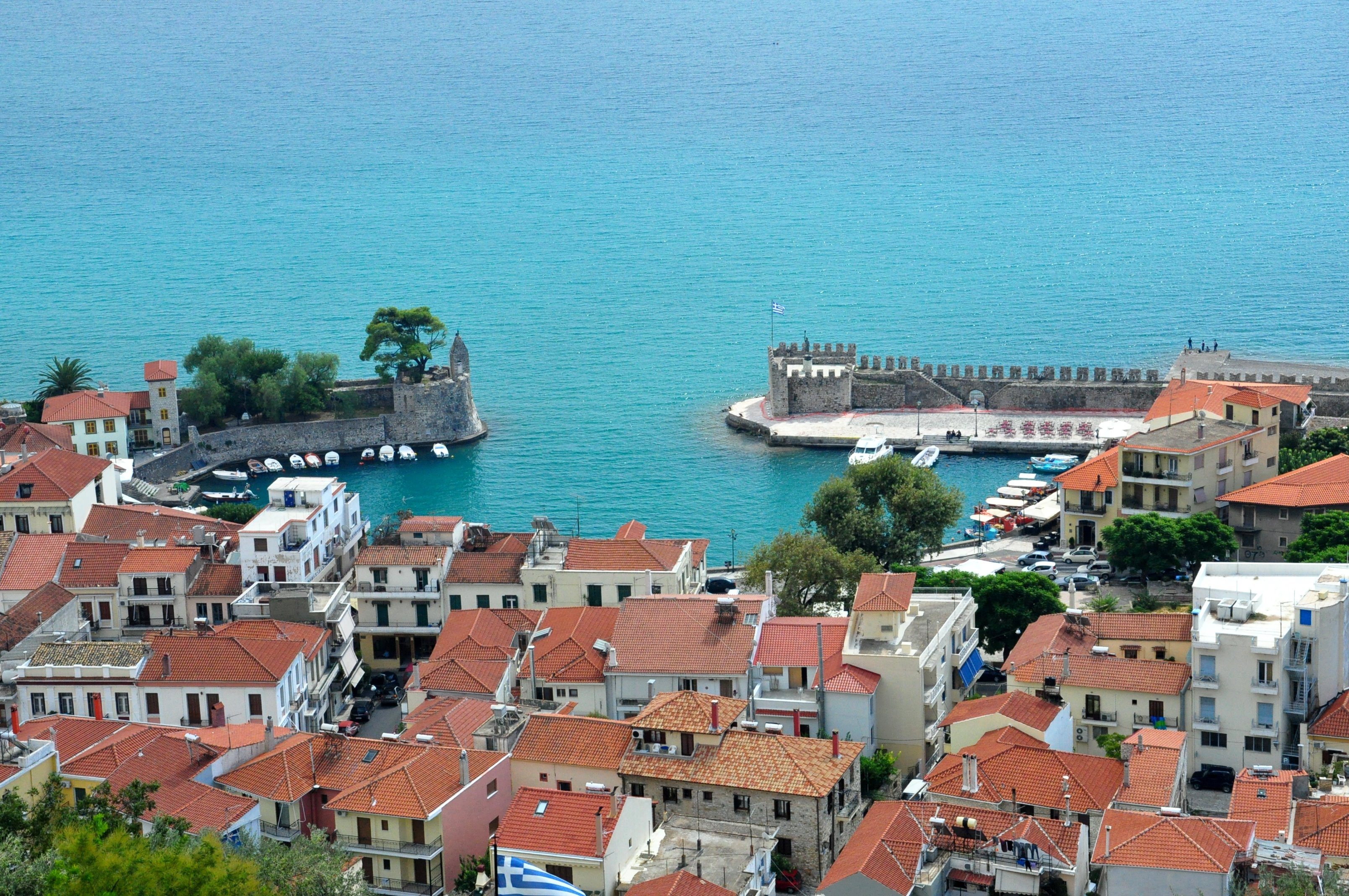
El puerto y la marina Naupacto

El turismo de conferencias, dirigido a académicos, negocios o mercados culturales, es un pilar importante de la política nacional griega de turismo. Como resultado, el gobierno griego contando con el fuerte apoyo de las autoridades locales, ha estado ofreciendo subvenciones lucrativas en efectivo, subvenciones de empleo y concesiones fiscales para establecer nuevas instalaciones para conferencias y ampliar las ya existentes. En un informe reciente sobre reuniones y viajes de incentivo, Grecia ocupaba el octavo puesto en el mundo en pernoctaciones para conferencias. El Tourism Satellite Accounting Research, dirigido por el WTTC (Consejo Mundial de Viajes y Turismo) proyecta un aumento de ingresos en los viajes de negocios a Grecia, los beneficios derivados de estos aumentaron de 1.51 dólares en 2001 a 2.69 dólares en 2011. En 1998, la cifra estuvo alrededor de los 1.18 dólares.
De acuerdo con la Cámara Helénica de Hoteles, el número de hoteles en Grecia era el siguiente:
|             | Número | Camas   |
| ----------- | ------ | ------- |
| 5 estrellas | 176    | 64,913  |
| 4 estrellas | 994    | 176,631 |
| 3 estrellas | 1,804  | 163,077 |
| 2 estrellas | 4,460  | 231,333 |
| 1 estrellas | 1,677  | 57,298  |
| Total       | 9,111  | 693,252 |